# Catherine ten Bruggencate
Catherine ten Bruggencate (2 april 1955) is een Nederlands actrice.
In 2006 won ze een Gouden Kalf voor haar rol in de film Ik omhels je met 1000 armen van Willem van de Sande Bakhuyzen. Eerder ontving ze een Gouden Kalf nominatie voor haar rol in Qui Vive van regisseur Frans Weisz. Daarnaast was ze te zien in Wolfsbergen van Nanouk Leopold, Aletta Jacobs: Het hoogste streven van Nouchka van Brakel, Hersenschimmen van Heddy Honigmann en in de televisieserie Kinderen geen bezwaar.
Naast film, kent haar carrière ook op het toneel veel hoogtepunten. Voor haar rol van Harper Pitt ontving zij de Colombina. Zoals later ook voor haar spel in Freule Julie. Voor de vertolking van 'de vrouw van de president' in De President werd Ten Bruggencate onderscheiden met de Theo d'Or. In totaal werd zij driemaal genomineerd voor deze hoogste toneel onderscheiding. Ten Bruggencate speelde grote rollen bij onder meer Toneelgroep Amsterdam, Toneelgroep De Appel, het RO Theater en het Nationale Toneel. Zowel in klassiekers als komedies. In 2006 en 2007 speelde ze solo in De Brief, van Nataliya Golofastova en in 2007 in de Holland Festival-productie Wagners Dream van De Nederlandse Opera onder regie van Pierre Audi. In 2009 speelt Ten Bruggencate de rol van Mademoiselle Bonnema in de musical Brandende liefde.
In oktober 2010 gaat de musical Soldaat van Oranje in première, hierin vervult zij de rol van koningin Wilhelmina. Deze rol heeft zij vertolkt tot juni 2011.
Van 1 juli tot en met 30 september 2012 keerde Catherine ten Bruggencate terug als koningin Wilhelmina in de musical Soldaat van Oranje. Sinds 18 januari 2013 is ze wederom te zien als Wilhelmina in Soldaat van Oranje.

## Filmografie
- De deur van het huis - Iris (1985)
- Afzien - Emma (1986)
- Hersenschimmen - Sylvie (1988)
- Zwerfsters - Catherine (1989)
- Ongedaan gedaan - Brigitte (1989)
- Leedvermaak - Lea (1989)
- Een onrechtmatig bestaan (1989)
- Werther Nieland (1991)
- NOS-Laat - Gesprek over 'Gynes en zijn ring' (1992)
- Boven de bergen - Rina (1992)
- Rooksporen (1992)
- Oude Tongen - Dokter Jannie Ligt (1994)
- Antonia - Malle Madonna (1995)
- Aletta Jacobs: Het hoogste streven - Moeder Jacobs (1995)
- Ce sunt amorettes (1996)
- Baantjer - Heleen Sterneberg (1996)
- Qui vive - Lea (2001)
- De vreemde man (2003)
- Ik omhels je met 1000 armen - Lotti (2006)
- Baantjer - Carmen van den Bergh (2006)
- Wolfsbergen - Maria (2007)
- Kinderen geen bezwaar - Jutka (2007)
- Brand - Agi (2008)
- Happy end - Lea (2009)
- De Troon - Anna Paulowna (2010)
- Den Uyl en de affaire Lockheed - Koningin Juliana (2010)
- Koning van Katoren - Burgemeester Equilibrie (2012)
- Rust - Vrouw (2014)
- Flikken Maastricht - Charlotte van Calster (2014)
- Project Orpheus - Mevrouw Donkers (2016)